# Vikkstar123
Vikram Singh Barn (1995. augusztus 2. –), ismertebb nevén Vikkstar123, Vik vagy Vikkstar, brit youtuber, lemezlovas és internetes személyiség. Alapítótagja a brit Sidemen csoportnak. Fő csatornáján 7,6 millió feliratkozója van és több, mint 2,1 milliárd megtekintéssel rendelkezik.

## Fiatalkora
Vikram Singh Barn 1995. augusztus 2-án született Guildford-ban, ahol 8 éves koráig élt. Sheffieldben nőtt fel brit-indiai szülők gyerekeként és a Silverdale Iskolába járt. Három testvér közül a legfiatalabb. Középiskolai tanulmányait kimagasló eredményekkel fejezte be, 2014-ben kapott egy ajánlatot a University College Londontól, hogy természettudományt tanuljon az egyetemen, de elutasította azt, hogy YouTube-karrierjére koncentráljon.

## Karrier

### YouTube
Barn 2010-ben regisztrált YouTube-ra, miután barátaival játszott videójátékokat és elkezdett másokat követni a platformon. Csatornájának elindításáról a következőt mondta:
Elkezdtem csinálni, mert úgy éreztem egy kicsit jobb lehetek, mint ők voltak és, hogy szórakozzak egy kicsit. Elkezdtem felvenni saját magamat Call of Duty: Modern Warfare 2-t játszani. Oktatóvideókat kezdtem készíteni, amiket emberek nézhetnek – például késekről, hogy hogyan lehet őket átdobni a teljes pályán. Készítettem videókat, amiben megmutattam helyeket, ahol dobhatsz egy kést és tomahawkot és szerezhetsz egy killt. Úgy gondoltam király lenne bemutatni ezeket a nevetséges képességeket.
Népszerűségének növekedésével egyre komolyabban vette a játékokat és Minecraft-ozni is elkezdett.
2013-ban csatlakozott a Sidemen YouTube csapathoz, amelynek következtében egyre tovább emelkedett népszerűsége. A csoport tagjai: Joshua Bradley (Zerkaa), Tobi Brown (TBJZL), Harry Lewis (W2S), Simon Minter (Miniminter), JJ Olatunji (KSI), és Ethan Payne (Behzinga). Később három másik taggal együtt beköltözött egy házba és együtt élt velük 2014 és 2018 között. 2018-ban bejelentette, hogy elhagyja a Sidemen Házat (de a csoportot nem), hogy egyedül élhessen és élvezhesse a városi életet. Tagja a Dream SMP Minecraft-szervernek.
Tízszeres Call of Duty-, Fortnite- és Minecraft Monday-bajnok, összesen 21-szer vett részt ezen három játékban bajnokságokon. Két alkalom kivételével mindig az első három helyezett egyike volt. A Call of Duty: Warzone játékban sorozatban háromszor megnyerte a Warzone Wednesday bajnokságot, amely rekordnak számít.
2021 januárjában bejelentette, hogy elhagyja a Call of Duty: Warzone-t, mert túl sok a csaló és ezt nem veszi elég komolyan a fejlesztő. Azt mondta, hogy a hackerek és csalók a játék halálát okozhatják, ha nem lesz kijavítva a probléma. Ennek következtében az Activision kijavította a játék anti-cheat szoftverét.

### Zenei pályafutása
2022-ben kezdett el komolyabban zenével foglalkozni, londoni klubokban lépett fel lemezlovasként. 2023 januárjában a Ministry of Sound egyik fellépője volt vendégként, majd bejelentette, hogy február 4-én a dubaji LUV Events egyik DJ-je lesz.
2023 szeptemberében bejelentette, hogy ki fog adni egy kislemezt Better Off (Alone, Pt. III) címen Alan Walker norvég producerrel és a holland Dash Berlinnel. 2024 júniusában turnézott is Walker nyitófellépőjeként, Indonéziában, Szingapúrban és Malajziában.

## Üzleti tevékenység
Barn több esport csapatba is beruházott, beszélt róla, hogy szeretné a sport népszerűségét növelni, illetve, hogy befektetett a London Royal Ravens Call of Duty csapatba.

## Magánélete
Barn 2021 decemberében bejelentette, hogy három év együtt töltött idő után eljegyezte barátnőjét. 2023-ban házasodtak össze.
2024-ben egy videó forgatása közben, miután félbe kellett hagynia a felvételeket egy isztambuli repülőút után, megosztotta, hogy Crohn-betegségben szenved, amire nagyon rég óta próbál gyógymódot találni.

## Filmográfia
| Év   | Cím                    | Szerep | Szolgáltató       | Jegyzetek            | For.   |
| ---- | ---------------------- | ------ | ----------------- | -------------------- | ------ |
| 2014 | The Sidemen Experience | Önmaga | Comedy Central UK | Főszereplő; 5 epizód | [ 21 ] |
| 2018 | The Sidemen Show       | Önmaga | YouTube Premium   | Főszereplő; 7 epizód | [ 22 ] |
| 2020 | How to Be Behzinga     | Önmaga | YouTube Originals | 2 epizód             |        |

| Év   | Cím                          | Szerep                   | Jegyzetek                          | For.   |
| ---- | ---------------------------- | ------------------------ | ---------------------------------- | ------ |
| 2021 | Michael McIntyre's The Wheel | Önmaga / Gaming szakértő | 1. évad, 6. epizód; Vikkstar néven | [ 23 ] |

## Diszkográfia
| Cím                                                             | Év   | Slágerlista        | Slágerlista        | Slágerlista        |
| Cím                                                             | Év   | UK                 | UK Ind.            | NZ Hot             |
| --------------------------------------------------------------- | ---- | ------------------ | ------------------ | ------------------ |
| Christmas Drillings (A Sidemen tagjaként, Jme közreműködésével) | 2022 | 3                  | 3                  | 7                  |
| Better Off (Alone, Pt. III) (Alan Walkerrel és Dash Berlinnel)  | 2023 | Még nem jelent meg | Még nem jelent meg | Még nem jelent meg |